# 소년시절의 너
《소년시절의 너》(중국어 간체자: 少年的你, 병음: shàoniánde nǐ)는 2019년 중국의 십대 로맨스 범죄 영화이다. 웹소설 작가 주위에시의 소설 《소년적니, 여차미려》(少年的你，如此美麗)을 각색한 작품으로, 정궈샹이 감독을 맡았으며 저우둥위와 이양첸시가 주연을 맡았다. 2019년 10월 25일 중국 본토에서 개봉되었고 2020년 7월 9일 대한민국에서 개봉했다. 제39회 홍콩 영화 금상장에서 최우수 영화상, 최우수 감독상, 최우수 시나리오 작가상 등 8개 부문을 수상했다. 아카데미 국제영화상에 홍콩 대표로 추천되었다. 홍콩과 중국이 합작한 작품이다.

## 출연
- 저우둥위 - 첸니엔 역
- 이양첸시 - 샤오베이 역
- 팡인 - 정이 역, 형사
- 황쥐에 - 라오양 역, 형사
- 우위에 - 저우레이 역, 첸니엔 엄마
- 저우예 - 웨이라이 역
- 장이판 - 후샤오디에 역
- 리우란 - 루오팅 역
- 장신이 - 쉬미아오 역
- 장요 - 이상 역
- 조윤남 - 다 강 역
- 곡현명 - 라이지 역

## 줄거리
2009년 한창 입시 준비로 바쁜 학교 안. 학생들은 시험에서 좋은 점수를 얻기만 하면 멋진 인생을 살 수 있다고 교육받으며 공부에 열중한다. 그러던 중 후 샤오디에라는 학생이 학교폭력을 견디지 못하고 학교 건물에서 뛰어내려 자살한다. 다른 학생들이 사진을 찍으며 수군댈때 첸니엔(저우둥위)은 다가가 자신의 겉옷을 벗어준다. 이 일을 계기로 첸니엔은 웨이라이(저우예)와 두 친구의 괴롭힘의 대상이 된다. 괴롭힘을 당하며 살던 어느 날, 첸니엔은 집으로 가는 길에 한 무리에게 심하게 맞고 있는 샤오베이(이양첸시)를 구하게 된다. 학교에서 3인방의 괴롭힘이 점점 심해지자 첸니엔은 경찰과 학교에 도움을 청하지만 자신을 지켜주지 못한다는 것을 알게 되고 베이를 찾아가 자신을 보호해달라고 말한다. 세상에게 내몰린 첸니엔과 가족과 세상에게 버려진 채 양아치로 살아가는 샤오 베이는 비슷한 상처와 외로움에 끌려 서로 의지하고 도우며 살아가게 된다. 둘이 함께 살다가 수능을 하루 앞두고 첸니엔은 커다란 사건에 휘말리게 되고 베이는 첸니엔이 평범하게 살아갈 수 있도록 모든 것을 뒤집어 쓰려고 한다.

## 공개
2019년 10월 25일 중국에서 개봉하였다.

## OST
- 念想 (Better Us, 상념) - 이양첸시(易烊千玺)
- Fly - 천녕아 (岑寧兒)
- A Drop In An Ocean (汪洋一滴) - Varqa Buehrer
- 我们很好 (아문흔호, 우리는 잘 지내) - 임준걸(林俊杰)

## 수상
| 연도   | 시상식                    | 부문                                | 후보              | 결과 | 참고  |
| ------ | ------------------------- | ----------------------------------- | ----------------- | ---- | ----- |
| 2019년 | 제4회 마카오국제영화상    | 여우주연상                          | 저우둥위          | 수상 | [ 3 ] |
| 2020년 | 제14회 아시안 필름 어워드 | 여우주연상 신인상                   | 저우둥위 이양첸시 | 수상 | [ 4 ] |
| 2020년 | 제22회 우디네 극동영화제  | 골든 멀버리상(관객상) 블랙 멀버리상 | 정궈샹            | 수상 | [ 5 ] |

## 기타
- 간혹 실화로 오해하는 국내 관객들이 많은데 소설이 원작인 허구 스토리다.